# Нудыже
Нуды́же (укр. Нуди́же) — село в Головненской поселковой общине Ковельского района Волынской области Украины.
До 2020 года входило в Любомльский район.
Код КОАТУУ — 0723383101. Население по переписи 2001 года составляет 809 человек. Почтовый индекс — 44320. Телефонный код — 3377. Занимает площадь 2,29 км².